# PC Master Race
PC Master Race, por vezes referida como The Glorious PC Gaming Master Race, é um coloquialismo representativo da superioridade dos videogames de computador pessoal (PC, na sigla em inglês), utilizado entre jogadores na comparação destes com os jogos de consoles. Em linguagem corrente, o termo é utilizado por entusiastas do PC tanto para se descreverem enquanto grupo como para expressarem a sua convicção na superioridade do PC enquanto plataforma. O imaginário popular e cobertura dada ao termo descrevem os jogadores de consoles como “dirty console peasants” (camponeses consolistas sujos) e os jogadores de PC como “Glorious PC Gaming Master Race”.

## Origem e uso
"Rapidamente se torna óbvio que The Witcher é claramente um jogo exclusivo de PC, tipicamente projectado para ser o mais complexo e menos intuitivo possível para que os camponeses sujos que jogam em consolas não o arruínem para a gloriosa raça superior de jogadores de PC.”

—Ben Croshaw
O termo “PC Gaming Master Race” foi utilizado pela primeira vez em 2008 pelo escritor Ben Croshaw, na revista online de videogames The Escapist, durante a crítica ao RPG The Witcher. Croshaw explicou que a sua intenção inicial ao referir a ideologia da raça superior foi brincar com a atitude intolerante de alguns jogadores de PC:
Era para ser irônico, para ilustrar o que na altura reparei ser uma atitude elitista entre um certo tipo de jogadores de PC. Pessoas que investem em PCs caros dedicados a jogos e gastam dinheiro continuamente de forma a garantir que a tecnologia em seus gabinetes está atualizada. [Jogadores] que de fato preferem jogos exigentes para serem corridos e que têm complicadas interfaces do teclado, apenas porque isso desencoraja jogadores novos ou “casuais” que podem, de alguma forma, manchar toda a comunidade com a sua presença. Disse-o como um insulto.

## Popularização do termo
"A expressão "PC Master Race" é da autoria do Yatzee, reviewer do The Escapist. Usou-a de forma irónica e até vexatória para se referir à "comunidade PC", no estilo cómico que o caracteriza. Em Abril de 2011 peguei nela e alterei-lhe o significado original, criando um subreddit sério dedicado à glória que é jogar (e não só) no PC. (...) Não temos dogmas e escolhemos com base na informação. Temos alguns temas recorrentes mais na brincadeira ou circlejerk, como a referência ao Gabe Newell (que tratamos carinhosamente por GabeN), mas somos um grupo sério dedicado às claras vantagens que o PC tem sobre dispositivos de jogo e trabalho inferiores, cuja única e discutível vantagem é uma restrição artificial estabelecida com o intuito de espremer o dinheiro dos jogadores."

—Pedro19
O termo pegou mas o enorme impulso em popularidade aconteceu quando começou a ser usado apenas como “PC Master Race” e com um significado diferente do originalmente implícito por Ben Croshaw. Passou a ser utilizado como uma expressão de orgulho por entusiastas de PC, por fazerem parte de um grupo cujos membros vêem a sua plataforma como sendo superior aos tradicionais consoles, devido ao seu hardware expansível e atualizável. Esta mudança de significado e difusão está ligada à criação e popularidade do subreddit "PC Master Race", criado em 2011 e encabeçado pelo português Pedro19, e que conta, à data de 31 de agosto de 2023, com 8,568,598 subscritores, e com presença também em outras redes sociais como o Twitter, o Facebook, o Youtube, o Instagram e o Steam.
Apesar do The Escapist ter continuado a popularizar o termo,  redatores de publicações mais tradicionais sobre videojogos e computadores tendem a evitá-lo, devido às suas associações negativas. Tyler Wilde, editor executivo da PC Gamer, referiu que o termo deveria ser completamente abandonado. "Funcionou como uma piada hiperbólica quando foi proferido como piada hiperbólica e até achei engraçado abraçar a crítica ironicamente – durante um tempo. (Mas), quando vejo miúdos em fóruns a gabarem a sua afiliação à “raça superior” sem qualquer ironia, tremo."
A crescente adoção do termo levou a sites com variações de 'Glorious PC Gaming Master Race' no seu endereço, bem como a promoção por parte da Valve, a qual comercializa videojogos distribuídos digitalmente através da plataforma Steam. Várias fontes referem-se ao termo como um internet meme.
O termo tem também servido de base para debates sobre a popularidade relativa das plataformas de videojogos. Uma reportagem de Arenzon, no '”New York Daily News”, sugeriu que a distribuição digital de videojogos em PCs está a tornar-se mais prevalente dentro da comunidade de jogadores, e que tem existido uma tendência de afastamento das plataformas de videojogos físicos bem como de discos físicos lidos por drives ópticas. Na “Forbes”, o crítico Paul Tassi sugeriu que na guerra de plataformas, os PCs levam vantagem porque são uma necessidade para o dia-a-dia enquanto as consolas são um “luxo”, custando centenas de dólares e oferecendo poucos jogos e características além das que os PCs possuem.